# Miguel Ángel Torres Quintana
Miguel Ángel Torres Quintana (Lima, 17 gennaio 1982) è un calciatore peruviano, di ruolo centrocampista.

## Carriera

### Club
Ha giocato nella massima serie peruviana con varie squadre.

### Nazionale
Con la nazionale peruviana ha esordito nel 2006.

## Palmarès

### Club

#### Competizioni nazionali
- Campionato peruviano: 2

Universitario: 2000, 2009